# Лінда Крістіан
Бланка Роза Вальтер, відома як Лінда Крістіан (ісп. Linda Christian; 13 листопада 1923 — 22 липня 2011) — мексиканська акторка телебачення та кіно, що знімалась в мексиканських та голлівудських фільмах. Пік кар'єри припав на період 1940-х — 1950-х. Після появи в екранізації роману «Казино Рояль», часто згадується як перша дівчина Бонда.

## Життєпис
Бланка Роза Вальтер народилася у місті Тампіко, Мексика, в родині нідерландського інженера та мексиканки іспанського, німецького й французького походження. Мала сестру та двох братів. 
Коли Бланка була дитиною, її сім'я часто переїжджала. Життя в різних країнах від Південної Америки та Європи до Близького Сходу та Африки дозволило дівчині, яка мала хист до вивчення мов, навчитися розмовляти іспанською, англійською, нідерландською, німецькою, італійською, французькою та трохи арабською й російською.
В дитинстві мріяла стати лікаркою, однак після завершення середньої школи випадково познайомилася зі своїм кумиром — актором Ерролом Флінном. Він переконав її переїхати з ним до Голлівуду, облишити ідеї про медичну освіту та зайнятись акторською кар'єрою. Незабаром після переїзду, під час показу мод, Лінда Крістіан була помічена помічником Луїса Барта Маєра, який запропонував їй 7-річний контракт з MGM. За підписанням контракту слідувала низька ролей у стрічках компанії. Сценічний псевдонім акторці вигадав Флінн.
Додало популярності Лінді Крістіан укладення у 1949 році шлюбу із знаменитим голлівудським актором Тайроном Павером. У шлюбі вони прожили до 1956 року. Вона народила двох доньок — Роміну (стала співачкою) та Тарін (акторка). У 1956 році, після розлучення з Павером, Крістіан почала зустрічатися з популярним автогонщиком Альфонсо де Портаґо (який, попри те, був одружений). Стосунки протривали рік, до загибелі Портаґо в автокатастрофі під час перегонів в Італії. Другим шлюбом став союз з британським актором Едмундом Пурдомом, який протривав з 1962 по 1963 рік.
Лінда Крістіан померла 22 липня 2011 року у Палм-Дезерт, Каліфорнія, США від раку товстої кишки у віці 87 років.

## Фільмографія
| Рік  |   | Українська назва         | Оригінальна назва            | Роль                            |
| ---- | - | ------------------------ | ---------------------------- | ------------------------------- |
| 1942 | ф | Камінь душ               | The Rock of Souls            |                                 |
| 1944 | ф | Готовий до боротьби      | Up in Arms                   |                                 |
| 1946 | ф | Свято в Мексиці          | Holiday in Mexico            |                                 |
| 1947 | ф | Вулиця Зеленого дельфіна | Green Dolphin Street         | Ґайне-Моа (Hine-Moa)            |
| 1948 | ф | Тарзан і Русалка         | Tarzan and the Mermaids      | Мара (Mara)                     |
| 1952 | ф | Щасливі часи             | The Happy Time               | Mignonette Chappuis             |
| 1954 | ф | Афіна                    | Athena                       | Бета Гальсон (Beth Hallson)     |
| 1956 | ф | Гроза                    | Thunderstorm                 | Марія Рамон (Maria Ramon)       |
| 1959 | ф | Пітер Восс, Герой дня    | Peter Voss, Hero of the Day  | Грейс Макноті(Grace McNaughty)  |
| 1959 | ф | Будинок сімох яструбів   | The House of the Seven Hawks | Ельза (Elsa)                    |
| 1962 | ф | Рука диявола             | The Devil's Hand             | Б'янка Мілан (Bianca Milan)     |
| 1963 | ф | Дуже важливі персони     | The V.I.P.s                  | Міріам Маршал (Miriam Marshall) |
| 1964 | ф | Чарівні джунглі          | The Beauty Jungle            | в ролі самої себе               |
| 1965 | ф | Момент істини            | The Moment of Truth          | Лінда, американка               |
| 1966 | ф | 10:32                    | 10:32                        | Еллен Мартінс (Ellen Martens)   |